# Astronomia.pl
Astronomia.pl – naukowy portal internetowy o tematyce astronomicznej działający od 17 października 2001 do stycznia 2015, przy czym aktywną działalność zakończył na przełomie lat 2012 i 2013; później dostępne były jedynie zgromadzone w nim wcześniej materiały. Był to jeden z najstarszych polskich wortali o astronomii i badaniach kosmosu, a także jeden z największych (o ile nie największy) w okresie swojego działania. Portal osiągał ruch około 100 tysięcy użytkowników miesięcznie, w jego zasobach zgromadzonych było ponad 3000 materiałów. Pełna nazwa brzmiała: Astronomia.pl – Polski Portal Astronomiczny.

## Historia
Od 2003 serwis znajdował się pod patronatem Polskiego Towarzystwa Miłośników Astronomii. W latach 2004/2005 współtworzył telewizyjny program „Magazyn Astronomia” emitowany w TVN Meteo.
W 2006 otrzymał wyróżnienie w konkursie Popularyzator Nauki, zorganizowanym przez Ministerstwo Nauki i Szkolnictwa Wyższego oraz serwis Nauka w Polsce PAP. Otrzymał także dyplom uznania za pomoc w programie Interklasa.
Portal uczestniczył w polskich obchodach Międzynarodowego Roku Astronomii 2009.
Strona była polecana jako serwis edukacyjny o tematyce astronomicznej przez Polskie Towarzystwo Miłośników Astronomii i inne organizacje edukacyjne.

## Charakterystyka
W zasobach portalu znajdowały się: serwis wiadomości, baza artykułów i zestawień, galeria zdjęć, forum dyskusyjne, wirtualna biblioteka prac magisterskich, słownik astronomiczny angielsko-polski, plebiscyt AstroHIT, ogłoszenia drobne, regularny newsletter, kanały RSS i inne usługi. Portal udostępniał również serwis w języku angielskim, zawierający tłumaczenia wiadomości dotyczących polskiej astronomii zawodowej i amatorskiej.
Astronomia.pl prowadziła także dodatkowe witryny poświęcone astronomii, takie jak Kopernik.pl z biografiami astronomów, Planetarium.pl o krajowych planetariach, czy AstroWWW.pl, który był mecenatem dla wyróżniających się witryn stworzonych przez miłośników astronomii. Witryny te obecnie również nie działają.
Portal patronował różnym wydarzeniom związanym z astronomią (m.in. Astroprocent), współpracował z organizacjami i instytucjami edukacyjnymi, wydawcami książek, organizował liczne konkursy i prowadził inną działalność z zakresu popularyzacji nauki.
Był partnerem programu konsultacji społecznych Planu działań na rzecz rozwoju technologii kosmicznych i wykorzystywania systemów satelitarnych w Polsce.